# Flagge Puerto Ricos

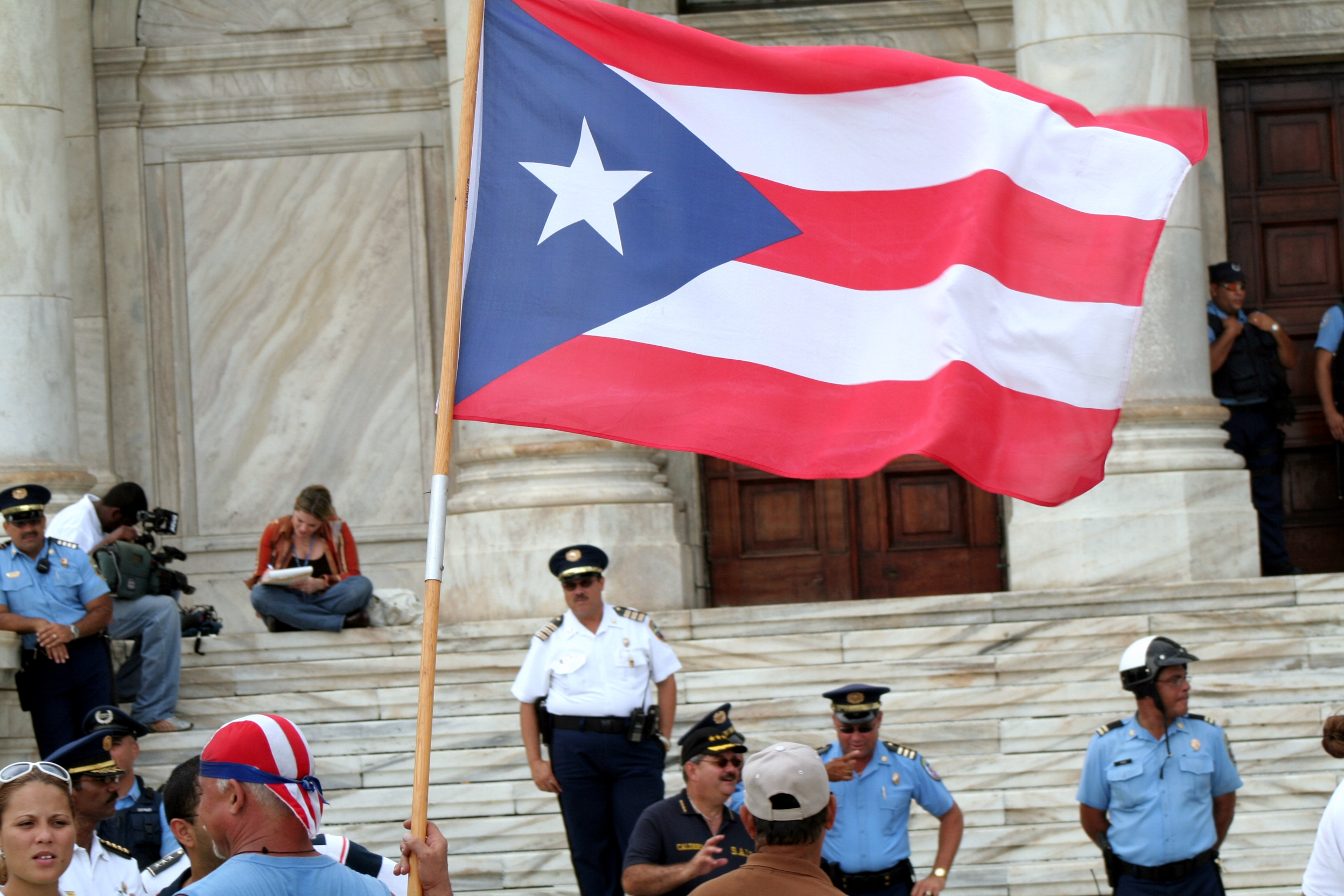
Flagge Puerto Ricos

Die Flagge Puerto Ricos besteht aus fünf gleich großen, horizontalen Streifen in den Farben Rot und Weiß.
Auf der linken Seite werden die Streifen durch ein blaues, gleichschenkliges Dreieck überdeckt. In ihm ist ein weißer, fünfzackiger Stern dargestellt.
Die Farbe Rot symbolisiert das Blut der mutigen Männer, Weiß den Sieg und den Frieden, und die Farbe Blau den Himmel und das Meer, das die Insel Puerto Rico umgibt. Der Stern ist Symbol für die Einheit der Nation, während das Dreieck die drei Gewalten des Staates darstellt. Sie wurde 1894 von Francisco Gonzalo Marín entworfen.
Die Flagge ähnelt stark der Flagge Kubas, wobei die Farben Blau und Rot vertauscht und das Seitenverhältnis auf 2:3 verkürzt sind. 1895 wurde von der Sektion Puerto Rico der Partido Revolucionario Cubano (Revolutionären Kubanischen Partei) in New York dieser Entwurf als offizielle Fahne der Befreiungsbewegung Puerto Ricos festgelegt.
Erst seit 1952 darf die Fahne öffentlich rechts neben der Flagge der USA gezeigt werden, während sie bis dahin als Fahne der illegalen Befreiungsbewegung Puerto Ricos galt. Bei Sportveranstaltungen wie Olympischen Spielen war bis dahin ein an die Gouverneursflagge angelehnter weißer Banner mit Emblem und „Puerto Rico“-Schriftzug in Gebrauch.

Gouverneursflagge
Frühere Sportflagge